# Levanne
Die Levanne (oder Levanna; früher auch Trois-Becs) sind eine Berggruppe der Westalpen auf der Grenze zwischen dem französischen Département Savoie und der italienischen Metropolitanstadt Turin.  Ihr mittlerer Gipfel erreicht eine Höhe von 3619 m s.l.m.
Sie gehören mit der zehn Kilometer nordwestlich gelegenen Grande Aiguille Rousse und weiteren hohen Bergen zur Gebirgskette Levanne-Aiguille Rousse in den Grajischen Alpen. Der Hauptteil dieser Kette mit den Levanne liegt auf dem Alpenhauptkamm.

## Geografie
Die hauptsächlich aus Gneis gebildete Gebirgsformation besteht aus drei nahe beieinander stehenden Bergen, die einzeln mit dem frankoprovenzalischen dialektalen Bergnamen Levanna bezeichnet werden und (auf Französisch und Italienisch) Levanna orientale (3555 m), Levanna centrale (3619 m) und Levanna occidentale (3595 m) heißen. Über die Bergreihe verläuft die Grenze zwischen Frankreich und Italien. Auf der französischen Seite im Westen liegt das Gemeindegebiet von Bonneval-sur-Arc im Tal der Maurienne. Auf dem Grat der Levanna orientale befindet sich der östlichste Punkt des französischen Departements Savoie. Auf der italienischen Seite schließen die Gemeinden Ceresole Reale im Valle Orco und Groscavallo im Val Grande di Lanzo an die Berggruppe an. Die italienische Flanke der Levanne liegt im Nationalpark Gran Paradiso und die französische im Nationalpark Vanoise. 
Die drei Gipfel bilden einen vier Kilometer langen Berggrat, der von der Westlichen Levanna (Levanna occidentale) in ostsüdöstlicher Richtung zum Bergübergang Pas de la Levanna und dann über die Mittlere Levanna (Levanna centrale) und den Zwischengipfel Levannetta (3390 m) zum Einschnitt beim Col Perdu und zur etwas isoliert stehenden Östlichen Levanna (Levanna orientale) verläuft. Südlich der Levanna orientale liegt auf der französisch-italienischen Wasserscheide der Sattel des Pas de l’Arc.
Die Nordseite und einige Hänge im Westen und im Süden der Berge sind vergletschert. Am italienischen Berghang unter der Levanna occidentale liegt der Ghiacciaio di Nel, dessen Schmelzwasser zum Orco und zum Ceresolestausee abfließt, und südlich der Levanna orientale der Hängegletscher Ghiacciaio della Levanna, an welchem eine Quelle des Wildbachs Stura di Valgrande liegt. Orco und Stura sind Nebenflüsse des Po.
Über die Levanne verläuft die kontinentale Wasserscheide zwischen dem Flussgebiet des Po und jenem der Rhone. Südwestlich der drei Berge liegen kleine Restflächen des Glacier des sources de l’Arc, an welchem die Quellbäche des Arc, eines Nebenflusses der Isère, entspringen. Von einem ehemaligen, am Ende des 20. Jahrhunderts ganz verschwundenen Gletscher südwestlich der Levanna centrale zeugt noch der Flurname Ancien glacier des trois becs, was auf Deutsch «ehemaliger Gletscher der drei Berge» bedeutet und die drei Levanne meint (nicht zu verwechseln mit den trois becs, also den drei Bergen Veyou, Signal und  Pelle im Departement Drôme). Westlich der Levanna occidentale befinden sich noch geringe Reste des Glacier de derrière les lacs, der beim Abschmelzen mehrere Vertiefungen im Felsabhang freigegeben hat, in denen jetzt einige Bergseen liegen.
An der Östlichen Levanne liegt der orografisch interessante Punkt, wo der Gebirgszug zwischen dem Orcotal und dem Sturatal, der bei Cuorgnè etwa 35 Kilometer nördlich von Turin anfängt, den Alpenhauptkamm erreicht. Die Levanne sind aus der Gegend von Turin zu sehen.
Im Jahr 1857 hat Antonio Tonini die Ostlevanna zum ersten Mal bestiegen, 1875 gelang Antonio Gramaglia und Luigi Vaccarone, einem der Gründer des Club Alpino Italiano, die Erstbesteigung der Mittleren Levanna.
In der Umgebung der Levanne liegen die Schutzhütten Rifugio Vittorio Raffaele Leonesi, Refuge du Carro, Rifugio des Evettes, Rifugio Paolo Daviso und Rifugio Guglielmo Jervis.

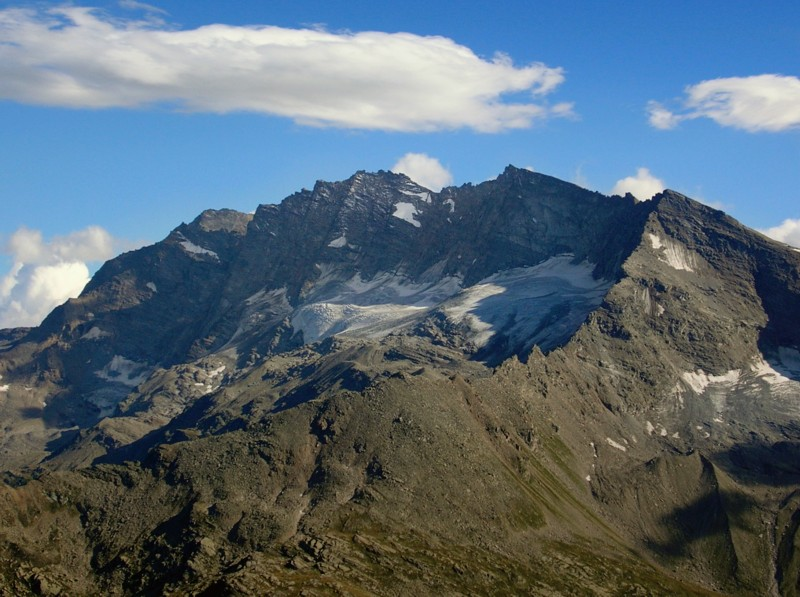
Die Levanne aus nördlicher Richtung vom Colle del Nivolet aus gesehen
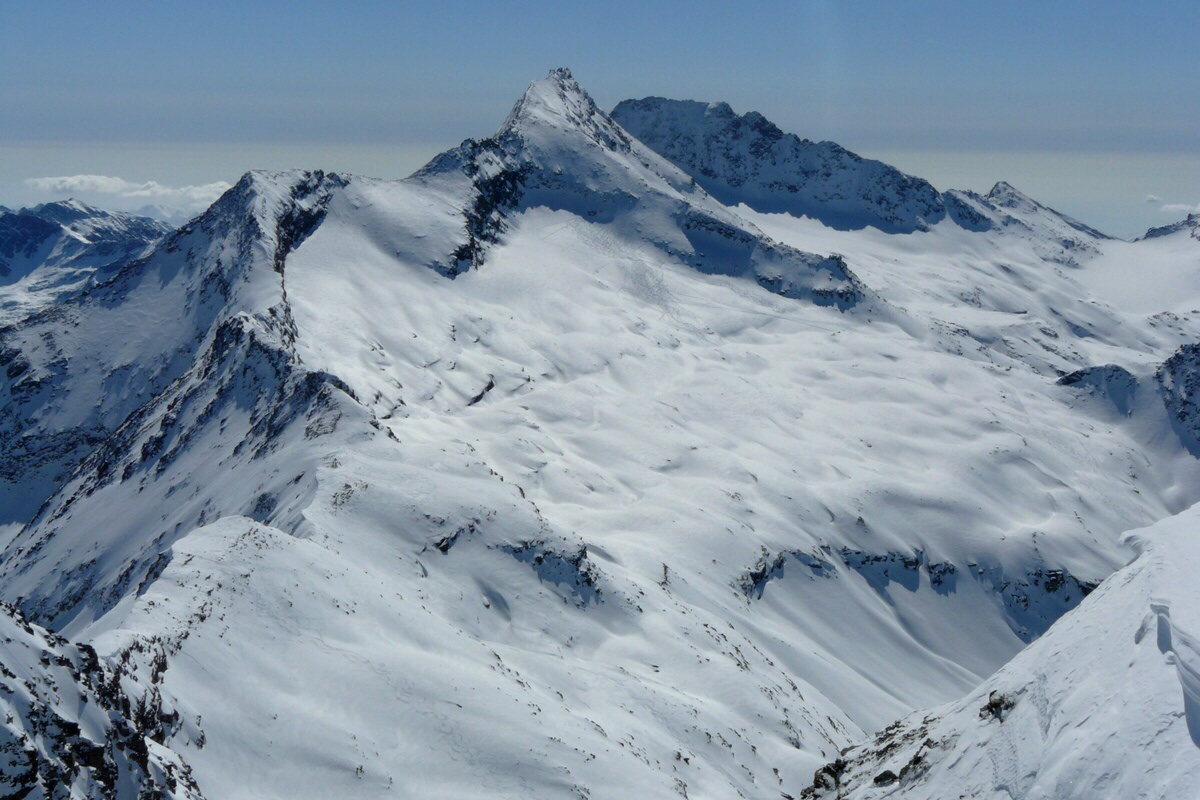
Die Westliche Levanna, von Nordwesten
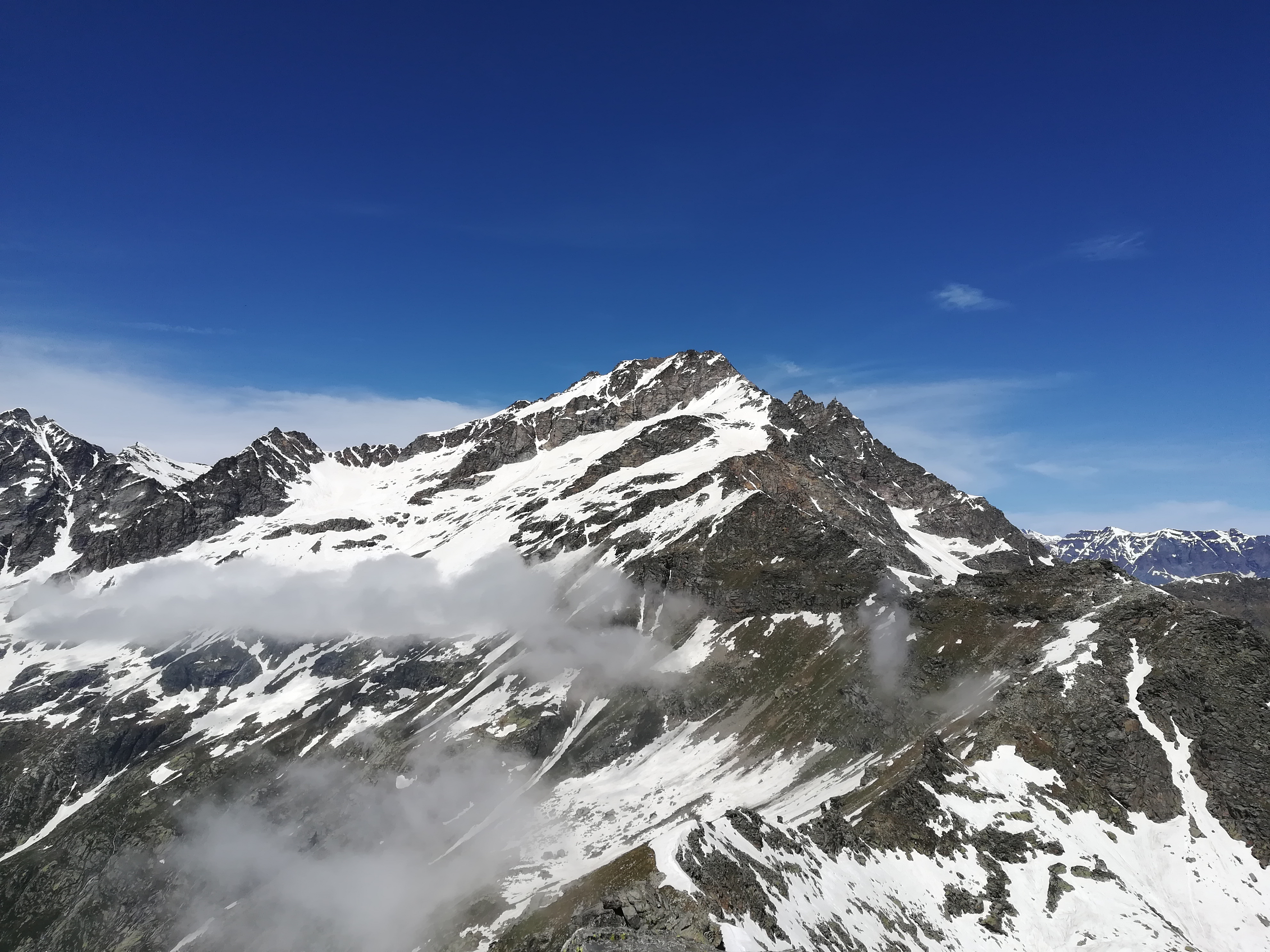
Die Östliche Levanna mit dem Rest des Levannagletschers, von Osten gesehen
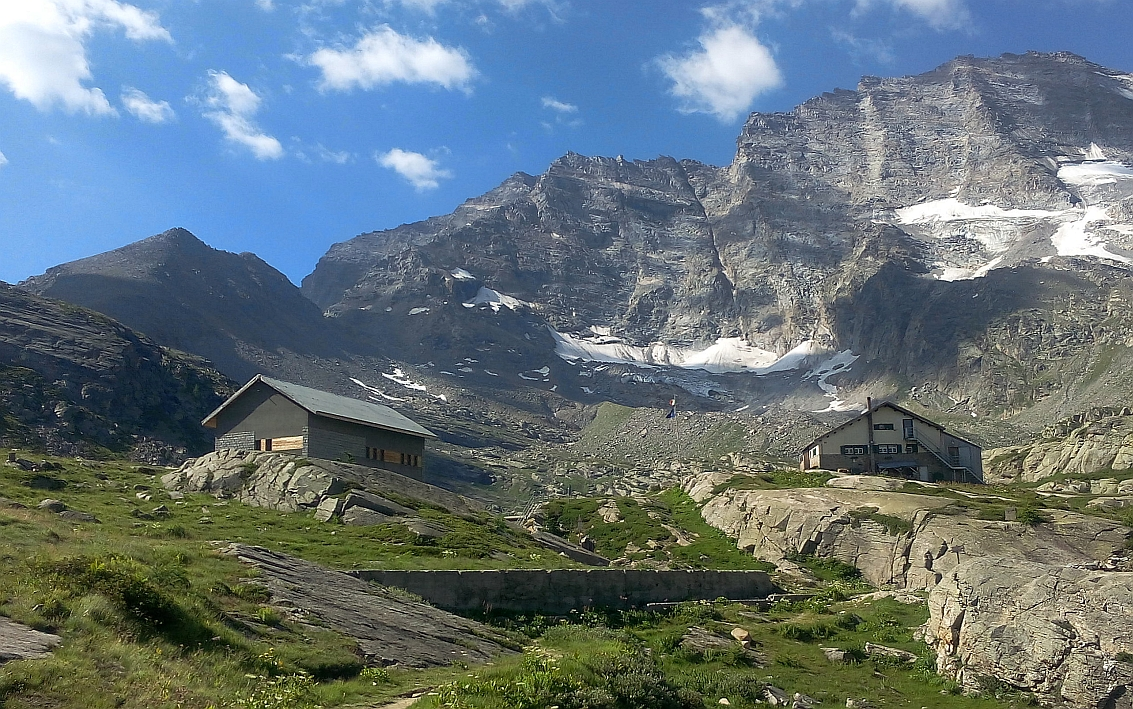
Rifugio Guglielmo Jervis mit der Ostflanke der Levanne